# M.I. High
M.I. High är en brittisk action TV-serie producerad av Kudos för CBBC, som i Sverige sänds på Barnkanalen. Serien handlar om ett gäng unga hemliga agenter som jobbar för den fiktiva hemliga underrättelsetjänsten M.I.9 och som behöver balansera skollivet med sina jobb som hemliga agenter. Uppradningen av spioner har ändrats genom seriens sju säsonger.

## Rollista
- Kenneth Flatley  , Saint Hopes/Saint Hearts rektor och med i alla säsonger. Han är omedveten om det spionage tillsammans med mycket annat som händer i skolan. Han är den enda rollfiguren som varit med i alla 7 säsongerna. I säsong 6 när Mr Flatley blir inlåst tror han att Stella har en god relation med Frank.
- Frank London, Saint Hopes och Guldhjärtats vaktmästare samt MI High:s instruktör, förekommer i säsong 3,4,5,6 och 7. Han är en MI9-agent som spelar Saint Heart och Saint Hopes vaktmästare. Frank är också fadersgestalt för alla sina agenter, men speciellt för Oscar Cole och Zoe. För de har inga föräldrar. Han spelas av Jonny Freeman och har varit tillsammans med Stella och de har en fortsatt speciell relation.
- Aneisha Jones, elev på Guldhjärtat och MI9-spion, förekommer i säsong 6 och 7. Spelad av Oyiza Momoh. Aneisha Jones är en agent som jobbar med Dan, Tom och Zoe och i säsong 7 med Keri istället för Zoe. Mrs. King är Aneishas faster. Aneisha är bra på utklädning, vilket är bra när man är spion.
- Dan Morgan, elev på Guldhjärtat och MI9-spion, förekommer i säsong 6 och 7. Spelad av Sam Strike. Dan är bra på "karate" och har ett intresse av parkour.
- Tom Tupper, är elev på Guldhjärtat och MI9-spion, säsong 6 och 7. Spelad av Oscar Jacques. Tom är kontors-agent och väldigt smart.
- Zoe , är elev på Guldhjärtat och MI9-spion, säsong 6. Spelad av Natasha Watson. Hon är också bra på karate. Hon har flera syskon eftersom hon är en av de kloner som är Mästerhjärnans, i säsong 7 åker hon för att träffa dem och därför är hon inte med i säsong 7.
- Keri, är elev på Guldhjärtat och MI9-spion, säsong 7. Spelad av Julia Brown. Hon är den klonen som är den perfekta kroppen för Mästerhjärnan. Hon lär sig snabbt och är bra på karate men är också bra på teknik.
- Rose Gupta, Saint Hopes-elev och MI9-spion, säsong 1-5). Spelad av Rachel Petladwala. Rose är hjärnan i gänget tillsammans med agenterna Oscar och Carrie i säsong 3-5, och med Daisy och Blane i säsong 1-2.
- Oscar Cole, Saint Hopes-elev och MI9-spion, säsong 3-5. Spelad av Ben Keerfot. Oscar är bra på utklädning och kan prata många olika språk.
- Carrie Stewart, Saint Hopes-elev och MI9-spion, säsong 3-5. Spelad av Charlene Osuagwu. Carrie är bra på karate och gymnastik.
- Blane Whittaker , Saint Hopes-elev och MI9-spion, säsong 1-2), spelad av Moustafa Palazli. Blane är bra på karate.
- Daisy Miller, Saint Hopes-elev och MI9-spion, säsong 1-2. Spelad av Bel Powley. Daisy är bra på utklädning.
- Lenny Bicknall, Saint Hopes vaktmästare och MI High:s instruktör, säsong 1-2. Spelad av Danny John-Jules. Han var en MI9-agent som spelar rollen som Saint Hope-skolans vaktmästare. Han har varit med MI9 i många år och har varit involverad i flera spionageuppdrag. Hans egen personliga spiongadget är en signalanordning dold i handtaget på sin kvast, som han använder när han är vaktmästare för att kontakta agenter under deras lektioner. Lenny flyttar före säsong 3, och ersätts av Frank.
- Stormästaren, SKUL Superskurk, säsong 1-5, första avsnittet i säsong 6. Spelad av Julian Bleach och röst av Kerry Shale (säsong 1), Winnie Mromria (säsong 5). Är ledaren för SKUL, Samhällets Kriminella Underjordiska Liga. Han äger en vit kanin som han kallar General Flopsy. Stormästaren visar aldrig sitt ansikte i något av avsnitten, han är alltid dold i skuggorna, eller täckt med solglasögon och en scarf. I säsong fyra får Carrie och Rose se S.K.U.L.:s huvudkontor för sig själva. Vid beslut att dra sig tillbaka till sin dolda bunker på golvet i Indiska oceanen, mot slutet av "The Fugitive," lämnar Stormästaren jobbet till General Flopsy istället.
- Stormästarinnan är en superskurk spelad av Tracy Ann Oberman. I fjärde säsongen togs S.K.U.L över av Stormästarinnan med hjälp av robotdjur.
- Mrs King, Saint Hopes och Guldhjärtats biträdande rektor, säsong 3-5 och 7, är faster till Aneisha, spelad av Channelle Owen.
- I säsong 1-5 är det S.K.U.L de måste stoppa och i säsong 6 och 7 är det KORPUS.
- Stella Knight, ersätter Horatio Stark som chef över mi high projektet i säsong 6 och sju. Hon och Frank var tillsammans för tio år sedan tills Stella dumpade honom för att hon kände att det som hände under den sista striden mot korpus i första korpuskriget var hans fel. Det är tydligt att Frank fortfarande gillar Stella och att hon fortfarande gillar Frank. Stella spelas av Rebecca Rey palmer.

## Svenska dubbningsröster (ej komplett)
- Stina Eriksson - Rose Gupta
- Susanna Roald - Carrie Stewart
- Joakim Thelin - Oscar Cole
- Amanda Krüger - Aneisha Jones
- Leo Hallerstam - Tom Tupper
- Anton Mencin - Daniel Morgan
- Mikaela Ardai Jennefors - Keri Summers
- Ida Högberg - Daisy Millar
- Gustaf Mardelius - Blane Whittaker
- Amanda Jennefors - Zoe

1. ↑  hämtat från: engelskspråkiga Wikipedia.[källa från Wikidata]
2. 1 2 3  hämtat från: italienskspråkiga Wikipedia.[källa från Wikidata]
3. ↑  Fernsehserien.de, Fernsehserien.de-ID: mi-high, läs online, läst: 28 maj 2020.[källa från Wikidata]